# Conti di Chalon
La contea di Chalon del Ducato di Borgogna si trova in Saona e Loira, nella regione della Borgogna del Medioevo.

## Conti sotto i Carolingi
Questa è la lista dei conti Chalon:

Stemma della Borgogna

- Adalardo di Chalon († 763), conte di Chalon, menzionato dal 763 al 765[1]
- Guerino di Provenza (dal 825 al 853) (conte di Autun, Chalon, Mâcon e Arles)[2]
- Isembardo di Barcellona (dal 853 al 858) (conte d'Autun, Chalon, Mâcon e Dijon)
- Unifredo I (dal 858 al 863) (conte d'Autun, Chalon, Mâcon e Dijon)
- Eccardo (dal 863 al 877) (conte di Mâcon)
- Bosone di Provenza (dal 877 al 880)
- Ademaro di Châlon (dal 880 al 887)
- Manasse I di Chalon (dal 887 al 918) figlio di Teodorico di Vergy, presunto nipote di Guerino I d'Alvernia
- Manasse II di Châlon  (dal 918 al 925) figlio del precedente
- Giselberto di Chalon (dal 925 al 956) figlio del precedente, duca di Borgogna
- Roberto di Vermandois conte di Meaux, Vermandois, Chalon e Beaune (per matrimonio con Adelaide di Borgogna) 956-966
- Lamberto di Digione (dal 966 al 978)  (conte di Chalon, Autun e Beaune)[3][4] (per matrimonio con Adele di Borgogna)
- Adele di Borgogna figlia di Giselberto di Chalon dal 966 al 987
- Goffredo I d'Angiò (dal 979 al 987) conte d'Anjou, (dal 960 al 987) (per matrimonio con Adele di Borgogna)
- Ugo I di Chalon, figlio di Lamberto di Digione e Adele di Borgogna (dal 987 al 1039)
- Tebaldo di Semur, nipote di Ugo I, figlio di Matilde di Chalon (dal 1039 al 1065)[5]
- Ugo II di Chalon, figlio di Tebaldo di Semur (dal 1065 al 1078)[6])
- Adelaide di Chalon reggente (dal 1078 al 1080)[7]. La contea venne divisa tra due pretendenti (un nipote e un cugino di Ugo II), che ebbero il titolo di conte di Chalon[8].

## Contea divisa
| - Guido di Thiers, nipote di Ugo II, figlio di Adelaide di Chalon (n.1050 † 1113) conte di Chalon (dal 1080 al 1113) - Guglielmo I di Chalon, figlio di Guido di Thiers (dal 1113 al 1114) |  | - Goffredo di Donzy, nipote di Tebaldo di Semur (figlio di Hervé, fratello di Tebaldo), conte di Chalon (dal 1080 al 1097) - Savaric di Vergy, conte di Chalon (dal 1097 al 1114). |

Stemma Saona e Loira

## Contea riunificata
- Guglielmo I di Chalon (dal 1114 al 1150)[7]
- Guglielmo II di Chalon, figlio del precedente[12](dal 1150 al 1174) (secondo L'illustre Orbandale, ou L'histoire ancienne et moderne de la ville et cité de Chalon-sur-Saône. Tome 1 Guglielmo I e Guglielmo II furono una sola persona che governò la contea dal 1113 al 1174[13]
- Guglielmo III di Chalon, figlio del precedente (dal 1174 al 1203)
- Beatrice di Chalon (n.1174 - † 1227), figlia del precedente, contessa di Chalon (dal 1203 al 1227)
- Giovanni d'Auxonne (1190 - † 1267) (detto il vecchio o il saggio, ultimo conte di Chalon (1227 - 1237), figlio della precedente e di Stefano III d'Auxonne (n. 1172 - † 1241)

## Fine della Contea di Chalon
La contea di Chalon cessò di esistere il 5 giugno 1237. L'ultimo conte fu Giovanni d'Auxonne, che la cedette al duca di Borgogna in cambio della signoria di Salins . 

Ugo IV di Borgogna ereditò da suo padre Oddone III di Borgogna il Ducato di Borgogna, e lo espanse acquisendo le contee di Chalon e Auxonne. Il figlio di Giovanni, Ugo di Châlon (1220-1266), divenne conte di Borgogna per matrimonio con la contessa Adelaide I di Borgogna. Gli succedette il figlio Ottone IV di Borgogna.